# Premios Tu Mundo 2015
 (septembre 2023).
Le contenu est difficilement compréhensible vu les erreurs de traduction, qui sont peut-être dues à l'utilisation d'un logiciel de traduction automatique.
Premios Tu Mundo 2015 est la quatrième cérémonie annuelle de remise de prix produite par Telemundo et diffusée en direct le 20 août 2015. Elle a été animée par Angélica Vale et Raúl González. 

## Gagnants et nommés

### Telenovelas / Súper Series
| Novela of the Year | Súper Serie of the Year |
| --- | --- |
| - Tierra de reyes - Los miserables - Reina de corazones | - El Señor de los Cielos 3 - Dueños del paraíso - Señora Acero |
| Favorite Lead Actress | Favorite Lead Actress of Súper Series |
| - Scarlet Gruber pour Tierra de reyes - Ana Lorena Sánchez pour Tierra de reyes - Kimberly Dos Ramos pour Tierra de reyes - Paola Núñez pour Reina de corazones - Aracely Arámbula pour Los miserables | - Fernanda Castillo pour El Señor de los Cielos - Blanca Soto pour Señora Acero - Kate del Castillo pour Dueños del paraíso - Carmen Villalobos pour El Señor de los Cielos |
| Favorite Lead Actor | Favorite Lead Actor of Súper Series |
| - Christian de la Campa pour Tierra de reyes - Aarón Díaz pour Tierra de reyes - Gonzalo García Vivanco pour Tierra de reyes - Eugenio Siller pour Reina de corazones - Erik Hayser pour Los miserables | - Rafael Amaya pour El Señor de los Cielos - Andrés Palacios pour Señora Acero - Jorge Zabaleta pour Dueños del paraíso - José María Torre pour Dueños del paraíso          |
| The Best Bad Girl | The Best Bad Girl of Súper Series |
| - Cynthia Olavarría pour Tierra de reyes - Aylin Mujica pour Los miserables - Catherine Siachoque pour Reina de corazones - Sonya Smith pour Tierra de reyes | - Carmen Aub pour El Señor de los Cielos - Luciana Silveyra pour Señora Acero - Margarita Muñoz pour Dueños del paraíso - Ximena Duque pour Dueños del paraíso              |
| The Best Bad Boy | The Best Bad Boy of Súper Series |
| - Fabián Ríos pour Tierra de reyes - Gabriel Porras pour Los miserables - Juan Soler pour Reina de corazones - Omar Germenos pour Tierra de reyes | - Mauricio Ochmann pour El Señor de los Cielos - José Luis Reséndez pour Señora Acero - Juan Pablo Llano pour Dueños del paraíso - Miguel Varoni pour Dueños del paraíso    |
| Best Supporting Actress | Best Supporting Actress of Súper Series |
| - Daniela Navarro pour Tierra de reyes - Adriana Lavat pour Tierra de reyes - María Luisa Flores pour Reina de corazones - Alexandra de la Mora pour Los miserables | - Carmen Aub pour El Señor de los Cielos - Ximena Duque pour Dueños del paraíso - Litzy pour Señora Acero - Géraldine Bazán pour Dueños del paraíso                         |
| Best Supporting Actor | Best Supporting Actor of Súper Series |
| - Fabián Ríos for Tierra de reyes - Sergio Mur for Reina de corazones - Diego Soldano pour Los miserables - Javier Díaz Dueñas pour Los miserables | - Tommy Vázquez pour El Señor de los Cielos - Arturo Barba pour Señora Acero - Jorge Zárate pour Señora Acero - Manuel Balbi pour El Señor de los Cielos                    |
| First Actress | First Actor |
| - Lisa Owen pour El Señor de los Cielos - Adriana Barraza pour Dueños del paraíso - Laura Flores pour Reina de corazones - Rebecca Jones pour Señora Acero | - Joaquín Garrido pour Tierra de reyes - Guillermo Quintanilla pour Reina de corazones - Henry Zakka pour Reina de corazones - Damián Alcázar pour Señora Acero             |
| The Perfect Couple | The Best Actor with Bad Luck |
| - Scarlet Gruber et Christian de la Campa pour Tierra de reyes - Ana Lorena Sánchez et Aarón Díaz for Tierra de reyes - Aracely Arámbula et Erik Hayser pour Los miserables - Carmen Villalobos et Rafael Amaya pour El Señor de los Cielos - Kate del Castillo et Tony Dalton pour Dueños del paraíso - Kimberly Dos Ramos et Gonzalo García Vivanco pour Tierra de reyes | - Rafael Amaya as Aurelio Casillas - Kate del Castillo as Anastasia Cardona - Aracely Arámbula as Lucía Lucha Durán - Blanca Soto as Sara Aguilar Bermúdez                  |

### Musique
| Favorite Mexican Regional Artist | Favorite Pop Artist                                                |
| --- | ------------------------------------------------------------------ |
| - Gerardo Ortíz - Banda Sinaloense MS de Sergio Lizárraga - Calibre 50 - Julión Álvarez y Su Norteño Banda                                                                                   | - Enrique Iglesias - Juanes - Natalia Jiménez - Prince Royce       |
| Favorite Urban Artist | Favorite Tropical Artist                                           |
| - Daddy Yankee - J Balvin - Nicky Jam - Wisin | - Romeo Santos - Juan Luis Guerra - Marc Anthony - Victor Manuelle |
| Party Starter Song |                                                                    |
| - El Perdón – Nicky Jam & Enrique Iglesias - Mi vicio más grande - Banda El Recodo de Cruz Lizárraga - Perdido en tus ojos – Don Omar feat. Natti Natasha - Pierdo la cabeza – Zion & Lennox |                                                                    |

### Variété
| I'm Sexy and I Know It | Favorite Program                                                                                |
| --- | ----------------------------------------------------------------------------------------------- |
| - Kimberly Dos Ramos for Tierra de reyes - Gonzalo García Vivanco for Tierra de reyes - Juan Pablo Llano for Dueños del paraíso - Gaby Espino                                             | - Un Nuevo Día - Al Rojo Vivo - Caso Cerrado - La voz kids                                      |
| Favorite Entertainment Presenter | Favorite Special Presenter                                                                      |
| - Daniel Sarcos - Ana María Polo - Jorge Bernal - Rashel Díaz | - Gaby Espino - Lucero - Pedro Fernández - Raúl González                                        |
| Favorite Sports Moment | Fan Club of the Year                                                                            |
| - Chelsea is crowned champion of English football' - Antonio Margarito says he would fight against Canelo - Marvin Papi Gallo Jones lost phone - New England Patriots ganan Super Bowl 49 | - DYArmy – Daddy Yankee - Beasters – Becky G - BeliFans – Belinda - Harmonizers – Fifth Harmony |
| Favorite Influencer |                                                                                                 |
| - Caeli – YouTube/Twitter - LeJuan James – Vine/Instagram - Sebastián Villalobos - Yuya - YouTube                                                                                         |                                                                                                 |